# 19 de desembre
El 19 de desembre és el tres-cents cinquanta-tresè dia de l'any del calendari gregorià i el tres-cents cinquanta-quatrè en els anys de traspàs. Queden 12 dies per finalitzar l'any.

## Esdeveniments
Països Catalans
- 1359 - Cervera, la Segarra: Se celebren les Corts del Principat, que donaran origen a la Diputació General de Catalunya o Generalitat.
- 1877 - Barcelona: entra en servei el tramvia a vapor (tren de foc) entre Barcelona i Sant Andreu de Palomar.
- 1926 - Barcelona: s'inaugura el segon ramal del Gran Metro de Barcelona entre Aragó i Jaume I.
- 1932 - Barcelona: Lluís Companys és elegit president del Parlament de Catalunya.
- 1992 - Catalunya: S'emet la primera Marató de TV3, dedicada a la leucèmia.[1]

Resta del món
- 1916 - Verdun (França): Acaba la batalla de Verdun amb victòria francesa, combat de la primera Guerra Mundial lliurat entre les forces alemanyes i les forces franceses, que comença el 21 de febrer del mateix any.[2]
- 1154 - Abadia de Westminster, Anglaterra: Enric II és coronat rei d'Anglaterra.
- 1915 - Gal·lípoli (Imperi Otomà): en el context de la Primera Guerra Mundial, comença l'evacuació de les tropes aliades de la península de Gal·lípoli.
- 1963 - Zanzíbar va obtenir la seva independència del Regne Unit el 19 de desembre, com a monarquia constitucional sota el sultà.
- 1984 - Beijing: la República Popular de la Xina i el Regne Unit acorden el retorn de Hong Kong a la Xina a partir de l'1 de juliol de 1997.
- 1997 - Nord-amèrica: s'estrena la pel·lícula Titanic.
- 1998 - Estats Units d'Amèrica: comença el procés de destitució contra el president Bill Clinton per haver mentit sobre la seva relació amb Mònica Lewinsky.
- 2001 - Marroc: L'aleshores cap de l'oposició, José Luis Rodríguez Zapatero visita el Marroc provocant les ires del govern espanyol.
- 2009 - Abu Dhabi: El Futbol Club Barcelona es proclama campió del Campionat del Món de Clubs de futbol i assoleix el primer sextet de la història.
- 2013 - Guaiana Francesa: S'enlaira el satèl·lit Gaia de l'ESA.[3]

## Naixements
Països Catalans
- 1834 - Alcoi, l'Alcoià: Antoni Gisbert i Pérez, pintor valencià (m. 1901).
- 1848 - Barcelona: Amélie Beaury-Saurel, pintora catalana de pares francesos (m. 1924).[4]
- 1850 - Alaquàs, l'Horta Oest: Faustí Barberà i Martí, metge, erudit i polític valencià (m. 1924).
- 1868 - Barcelona: Josep Comas i Solà, astrònom i divulgador científic català, impulsor de l'astronomia moderna a Catalunya (m. 1937).
- 1876 - Barcelona: Enric Pla i Deniel, bisbe i cardenal català (m. 1968).
- 1883 - Albesa: Victorina Vila Badia, mestra catalana, cofundadora de diversos projectes escolars de Lleida (m. 1962).[5]
- 1920 - Barcelona: Eduard Pons Prades, Floreado Barcino, historiador i escriptor català (m. 2007).
- 1979 - Lleida: Ferran Aixalà, Clown, actor, humorista, guionista i cantant.

Resta del món
- 1683 - Versalles, França: Felip V, primer rei espanyol de la casa dels Borbons (m.1746).
- 1776 - Graus: Eusebio de Bardaxí y de Azara, advocat, diplomàtic i polític aragonès (m. 1842).
- 1820 - Boston: Mary Livermore, infermera, periodista, sufragista i reformista nord-americana (m. 1905).[6]
- 1852 - Strzelno, Prússia: Albert Abraham Michelson, físic nord-americà, Premi Nobel de Física de 1907 (m. 1931).
- 1881 - Nova Orleans: King Oliver, cornetista i compositor de jazz nord-americà (m.1938)
- 1903 - Bradford, Massachusetts (EUA): George Davis Snell, genetista nord-americà, Premi Nobel de Medicina o Fisiologia de l'any 1980 (m. 1996).
- 1906 - Kamianske (Ucraïna): Leonid Bréjnev, polític soviètic que fou el màxim dirigent de l'URSS i el Secretari General del Partit Comunista de la Unió Soviètica des de 1964 fins a 1982 (m. 1982).
- 1908 - 
  - Schöneberg: Gisèle Freund, fotògrafa francesa nascuda a Alemanya (m. 2000).[7]
  - París: Yvette Cauchois, física francesa pionera en la recerca del sincrotró (m. 1999).[8]
- 1915 - París, França: Édith Piaf, cantant francesa (m. 1963).[9]
- 1916 - Berlín: Elisabeth Noelle-Neumann, politòloga i periodista alemanya, pionera en la investigació de l'opinió pública (m. 2010).[10]
- 1924 - Welwyn Garden City, Hertfordshire, Regne Unit: Edmund Purdom, actor de cinema anglès (m. 2009).
- 1926 - Bagdad: Abd al-Wahhab al-Bayati, poeta iraquià.
- 1944 - Nairobi (Kenya): Richard Leakey, paleontòleg, arqueòleg, ecologista i polític kenyà.
- 1964 - Kaunas (Lituània): Arvydas Sabonis, jugador professional de bàsquet lituà.
- 1967 - Londres, Regne Unit: Rebecca Saunders, compositora anglesa de música clàssica contemporània.[11]
- 1951 - Nova York (EUA): Alvin E. Roth, economista estatunidenc, Premi Nobel d'Economia de l'any 2012.
- 1956 - Santiago de Xile: Dinora Valdivia, ballarina i coreògrafa xilena i catalana.
- 1961 - Palo Alto, Califòrnia (EUA): Eric Allin Cornell, físic estatunidenc, Premi Nobel de Física de l'any 2001.
- 1969 - Mission Viejo, Califòrnia (EUA): Kristy Swanson, actriu estatunidenca.
- 1986 - Irun, Guipúscoa: Leire Landa, defensa de futbol amb 23 internacionalitats per Espanya.[12]

## Necrològiques
Països Catalans
- 1940 - Barcelona: Joan Viladomat i Massanas, músic i compositor (55 anys).
- 1977 - Barcelona: Pepeta Gelabert o Pepita Gelabert, actriu característica (n. 1904).[13]
- 1990: 
  - Barcelona: Xavier Benguerel i Llobet, escriptor.
  - Santa Coloma de Gramenet: Maria Argelaguet Costa, mestra i pedagoga catalana (n. 1900).
- 1991 - Sabadell: Joan Morral i Pelegrí, regidor de l'Ajuntament de Sabadell i militant republicà federal.
- 2003 - Badalona, el Barcelonès: Juan José Moreno Cuenca, conegut com el Vaquilla, actor i conegut delinqüent contra la propietat privada.
- 2017 - La Garriga: Manuel Cubeles i Solé, coreògraf i promotor de la llengua i la cultura popular catalanes (n. 1920).[14]
- 2018 - Terrassa, Vallès Occidental: Joana Biarnés, fotògrafa catalana, la primera fotoperiodista i reportera gràfica (n. 1935).[15]

Resta del món
- 211 - Roma: Publi Septimi Geta, emperador romà (n. 189).
- 1442 - Győr, Regne d'Hongria: Elisabet de Luxemburg, consort d'Hongria i Bohèmia, i duquessa consort d'Àustria.
- 1741 - Illa de Bering, Rússia: Vitus Bering va ser un navegant i explorador d'origen danès al servei de Rússia.
- 1848 - Haworth, Bradford (Anglaterra): Emily Brontë, poeta i novel·lista britànica, autora de Cims borrascosos, un clàssic de la literatura anglesa.[16]
- 1915 - Breslau, Regne de Prússia: Alois Alzheimer, psiquiatre i neuròleg alemany que va identificar per primera vegada els símptomes del que després es coneixeria com a malaltia d'Alzheimer (n. 1864).
- 1922 - Brighton: Clementina Black, escriptora anglesa, reformadora social, feminista i pionera sindicalista (n. 1853).[17]
- 1931 - Berlín, Alemanya: Marie Lehmann, soprano operística alemanya (n. 1851).[18]
- 1953 - Pasadena (Califòrnia), EUA: Robert Andrews Millikan, físic nord-americà, Premi Nobel de Física de 1923 (n. 1868).
- 1955 - Portland, Maine: Josephine Diebitsch Peary, exploradora àrtica i escriptora nord-americana (n. 1863).[19]
- 1967 - Como, Llombardia: Carmen Melis, soprano italiana (n. 1885).[20]
- 1976 - La Spezia: Giuseppe Caselli, pintor italià.
- 1996 - París (França): Marcello Mastroianni, actor italià (n. 1924).
- 1998 - Pequín (Xina): Qian Zhongshu, traductor, escriptor i intel·lectual xinès (n. 1910).[21]
- 2004 - Ciutat de San Marino, San Marino: Renata Tebaldi, soprano italiana (82 anys).[22]

## Festes i commemoracions
- Onomàstica: sants Eva, mare dels homes; Anastasi I de Roma, papa; Gregori d'Auxerre, bisbe;[23] beat Urbà V, papa.